# Parafia Wszystkich Świętych w Nowych Depułtyczach
Parafia Wszystkich Świętych w Nowych Depułtyczach – parafia rzymskokatolicka, znajdująca się w archidiecezji lubelskiej, w dekanacie Chełm – Zachód.
Pierwsza cerkiew prawosławna we wsi była wzmiankowana w 1508, kolejna w XVII w. W latach 1770–1790 wzniesiono obecną drewnianą świątynię już jako cerkiew unicką z fundacji łacińskiego biskupa sufragana kijowskiego Michała Ignacego Franciszka Olędzkiego (1753–1803) herbu Rawicz, właściciela dóbr Uher. Otrzymała ona wezwanie Podwyższenia Krzyża Świętego a potem Św. Mikołaja. W 1875 przejęta przez cerkiew prawosławną. W 1905 zbudowano obok starej nową murowaną cerkiew zburzoną w 1938.
W 1916 roku cerkiew została przejęta przez kościół rzymsko-katolicki a w 1929 utworzono parafię Wszystkich Świętych.
Kościół jest drewniany, orientowany, zbudowany na zrąb, oszalowany, wzmocniony lisicami. Nawa ma kształt zbliżony do kwadratu z wydzielonym wewnątrz przedsionkiem z 1939.  Prezbiterium jest prostokątne, zamknięte trójbocznie, z dwiema prostokątnymi zakrystiami po bokach. Nawa ma dach trójspadowy, z wieżyczką sygnaturki na szczycie, prezbiterium wielospadowy, zakrystie pulpitowe (wszystkie dachy kryte blachą).
We wnętrzu płaski strop, nad przedsionkiem chór muzyczny. Ołtarz główny późnobarokowy z 2 poł. XVIII w. przeniesiony z Trzeszczan Pierwszych koło Hrubieszowa. Znajduje się w nim  oraz obraz Matki Boskiej Częstochowskiej. Po jego lewej stronie na ścianie prezbiterium barokowy obraz Wszystkich Świętych (zapewne z 2. ćwierci XVIII wieku).  W prawym ołtarzu bocznym umieszczono obraz Chrztu Chrystusa w Jordanie, pochodzący zapewne z przełomu XVIII i XIX wieku, w lewym późnobarokowe obrazy Ukrzyżowania z Matką Boską i św. Janem Ewangelistą w rokokowych ramach oraz św. Piotra i Pawła.
Drewniana dzwonnica pochodzi z końca XVIII w.

## Zasięg parafii
Do parafii należą wierni z następujących miejscowości: Depułtycze Królewskie-Kolonia, Depułtycze Królewskie, Nowe Depułtycze, Stare Depułtycze, Uher, Weremowice, Wojniaki, Zagroda.